# Friedrich Christian Baumeister
Pour les articles homonymes, voir Baumeister.
Friedrich Christian Baumeister (Frédéric Baumeister) est un érudit allemand. Né le 17 juillet 1709, à Körner, dans le duché de Saxe-Gotha-Altenbourg, il est mort le 8 octobre 1785 à Görlitz.

## Biographie
Professeur de philosophie à Wittemberg, puis à Görlitz, il devient recteur au gymnase de cette ville.
Il appartient à l'école de Wolff et Leibniz.

## Œuvres
Il a publié des ouvrages empreints de l'esprit de Christian Wolff : 
- Philosophia definitva, 1735
- Institutiones philosophiae methodo wolfiana conscriptae, 1738
- Historia doctrinae de optimo mundo, 1741.

## Source
Cet article comprend des extraits du Dictionnaire Bouillet. Il est possible de supprimer cette indication, si le texte reflète le savoir actuel sur ce thème, si les sources sont citées, s'il satisfait aux exigences linguistiques actuelles et s'il ne contient pas de propos qui vont à l'encontre des règles de neutralité de Wikipédia.